# Stacy Stewart Curtis
Pour les articles homonymes, voir Curtis.
Stacy Stewart Curtis est un réalisateur américain.

## Filmographie
- 1987 : Street Legal (en) (série télévisée)
- 1989 : Les Contes d'Avonlea ("Road to Avonlea") (série télévisée)
- 1992 : The Greening of Ian Elliot (TV)
- 1992 : Au nord du 60e (en) ("North of 60") (série télévisée)
- 1993 : Ready or Not (en) (série télévisée)
- 1996 : Black Harbour (en) (pilote série télévisée)
- 1996 : Alice et les Hardy Boys (pl) ("Nancy Drew") (série télévisée)
- 1996 : Wind at My Back (en) (série télévisée)
- 1997 : Fast Track ("Fast Track") (série télévisée)
- 1998 : Cold Squad, brigade spéciale ("Cold Squad") (série télévisée)
- 1998 : Animorphs (série télévisée)
- 1998 : Recipe for Revenge (TV)
- 1999 : What Katy Did (TV)
- 1999 : The Hoop Life (en) (série télévisée)
- 1999 : Destins croisés ("Twice In a Lifetime") (série télévisée)
- 2000 : Earliest Memory Exercise
- 2000 : Unité 156 ("In a Heartbeat") (série télévisée)
- 2001 : Screech Owls (en) (série télévisée)
- 2001 : Leap Years (en) (série télévisée)
- 2001 : Dream Storm (TV)
- 2002 : Tom Stone (en) (série télévisée)
- 2002 : Bliss (série télévisée)
- 2002 : Les Secrets de Blake Holsey (Strange Days at Blake Holsey High) (série télévisée)
- 2003 : The Atwood Stories (en) (série télévisée)
- 2003 : Radio Free Roscoe (série télévisée)
- 2003 : Moccasin Flats (en) (série télévisée)
- 2004 : Zixx Level One (pilote série télévisée)
- 2005 : Godiva's (série télévisée)